# Wartau
Wartau is een gemeente en plaats in het Zwitserse kanton Sankt Gallen, en maakt deel uit van het district Werdenberg (district).
Wartau telt 4993 inwoners.